# 1994 EV3
1994 ES2, também escrito como 1994 EV3, é um objeto transnetuniano (TNO) que está localizado no cinturão de Kuiper, uma região do Sistema Solar. Ele é classificado como um cubewano. Ele possui uma magnitude absoluta (H) de 7,1 e, tem um diâmetro estimado com cerca de 167 km, por isso é pouco provável que possa ser classificado como um planeta anão, devido ao seu tamanho relativamente pequeno.

## Descoberta
1994 EV3 foi descoberto no dia 13 de março de 1994 pelos astrônomos D. C. Jewitt e J. X. Luu.

## Órbita
A órbita de 1994 EV3 tem uma excentricidade de 0.043 e possui um semieixo maior de 42.847 UA. O seu periélio leva o mesmo a uma distância de 41.006 UA em relação ao Sol e seu afélio a 44.689.